# Наумова, Анна Степановна
Анна Степановна Наумова (8 марта 1921, Нижегородская область — 5 января 2004) — передовик советского сельского хозяйства, доярка совхоза «Доскино» Автозаводского района города Горького, Горьковской области, Герой Социалистического Труда (1971).

## Биография
Родилась 8 марта 1921 года в селе Субботино, Лукояновского района Нижегородской области в крестьянской русской семье.
Завершив обучение в четвёртом классе сельской школы, трудоустроилась в колхоз в полеводческую бригаду. В 1939 году переехала в город Горький на торфопредприятие «Долгое» Автозаводского района, позже трудилась в совхозе № 2 Горьковского автомобильного завода. С 1956 года работала в Автозаводском тресте столовых.
С 1959 года трудилась дояркой в подсобном хозяйстве автомобильного завода. Сумела достичь высоких результатов по надою молока, получив больше 5000 килограмм молока от каждой закреплённой коровы в среднем за год. Была неоднократной участницей выставок достижений народного хозяйства.
Указом Президиума Верховного Совета СССР от 8 апреля 1971 года за получение высоких результатов в сельском хозяйстве и рекордные показатели в животноводстве Анне Степановне Наумовой было присвоено звание Героя Социалистического Труда с вручением ордена Ленина и медали «Серп и Молот».
Продолжала и дальше трудиться в сельском хозяйстве.
В 1972 году вышла на заслуженный отдых.
Умерла 5 января 2004 года. Похоронена на Старом Автозаводском кладбище.

## Награды
За трудовые успехи была удостоена:
- золотая звезда «Серп и Молот» (08.04.1971)
- орден Ленина (08.04.1971)
- Медаль Материнства II степени
- другие медали.